# Яков Червенски
Яков (на гръцки: Ιάκωβος, Яковос) е гръцки духовник, епископ на Вселенската патриаршия.

## Биография
През май 1813 година Яков е ръкоположен за червенски епископ в Търновската митрополия. Ръкополагането е извършено от митрополит Макарий Търновски в съслужение с епископите Антим Преславски и Антим Врачански. На 1 април 1818 година той подава оставка, неспособен да се оправи с финансите на епархията си. Няколко години живее във Влашко. Умира около 1850 година в скита „Свети Евстатий“ (Милопотамос) на Великата лавра на Света гора.